# A Gabriel Fernandez-akta
A Gabriel Fernandez-akta (angolul: The Trials of Gabriel Fernandez) 2020-as amerikai igaz történeten alapuló dokumentumfilm, amely a kaliforniai Palmdale-ben élő nyolcéves kisfiú, Gabriel Fernandez 2013-as meggyilkolásáról és bántalmazásáról szól. 2020. február 26-án jelent meg a Netflixen hatrészes minisorozatként.

## Producerek
A sorozatot Brian Knappenberger dokumentumfilmes rendezte, és az ő produkciós cége, a Luminant Media, valamint a Common Sense Media közösen gyártja. A sorozatban interjúk hangzanak el többek között a Los Angeles Times újságíróival, Jon Hatami és Scott Andrew Yang ügyvédekkel, Jackie Lacey Los Angeles megyei államügyésszel és másokkal.
Brian Knappenberger azt nyilatkozta, hogy a sorozat kétéves forgatása alatt a producerek a tartalom felkavaró jellege miatt egy terapeutát tartottak készenlétben.

## Fogadtatás
A Gabriel Fernandez-akta a kritikusok általánosságban pozitív kritikákat kaptak. Brian Lowry a CNN.com-nak írt cikkében a sorozatot „lenyűgözőnek, de szerkezetileg kuszának” nevezte. Joel Keller a Decidernek írva „kötelező néznivalónak”" nevezte a sorozatot.

## Fordítás
Ez a szócikk részben vagy egészben  a   The Trials of Gabriel Fernandez című angol Wikipédia-szócikk ezen változatának fordításán alapul.  Az eredeti cikk szerkesztőit annak laptörténete sorolja fel. Ez a jelzés csupán a megfogalmazás eredetét és a szerzői jogokat jelzi, nem szolgál a cikkben szereplő információk forrásmegjelöléseként.